# Lupo (torpilleur)
Pour les articles homonymes, voir Lupo.
Le Lupo (fanion « LP » (plus tard « LU »)) était un torpilleur italien de la classe Spica - type Alcione lancé en 1937 pour la Marine royale italienne (en italien : Regia Marina). 

## Conception et description
Les torpilleurs de la classe Spica devaient répondre au traité naval de Londres qui ne  limitait pas le nombre de navires dont le déplacement standard était inférieur à 600 tonnes. Hormis les 2 prototypes, 3 autres types ont été construits : Alcione, Climene et Perseo. Ils avaient une longueur totale de 81,42 à 83,5 mètres, une largeur de 7,92 à 8,20 mètres et un tirant d'eau de 2,55 à 3,09 mètres. Ils déplaçaient 652 à 808 tonnes à charge normale, et 975 à 1 200 tonnes à pleine charge. Leur effectif était de 6 à 9 officiers et de 110 sous-officiers et marins
Les Spica étaient propulsés par deux turbines à vapeur à engrenages Parsons , chacune entraînant un arbre d'hélice et utilisant la vapeur fournie par deux chaudières Yarrow. La puissance nominale des turbines était de 19 000 chevaux-vapeur (14 000 kW) pour une vitesse de 33 nœuds (61 km/h) en service, bien que les navires aient atteint des vitesses supérieures à 34 nœuds (62,97 km/h) lors de leurs essais en mer alors qu'ils étaient légèrement chargés. Ils avaient une autonomie de 1 910 milles nautiques (3 540 km) à une vitesse de 15 nœuds (27,7 km/h)
Leur batterie principale était composée de 3 canons 100/47 OTO Model 1937. La défense antiaérienne (AA) des navires de la classe Spica était assurée par 4 mitrailleuses jumelées Breda Model 1931 de 13,2 millimètres. Ils étaient équipés de 2 tubes lance-torpilles de 450 millimètres (21 pouces) dans deux supports jumelés au milieu du navire.  Les Spica étaient également équipés de  2 lanceurs de charges de profondeur et d'un équipement pour le transport et la pose de 20 mines.

## Construction et mise en service
Le Lupo est construit par le chantier naval Cantieri del Quarnaro à Fiume en Croatie, et mis sur cale le 7 décembre 1936. Il est lancé le 7 novembre 1937 et est achevé et mis en service le 20 février 1938. Il est commissionné le même jour dans la Regia Marina.

## Histoire de service
Au cours de la première période de service, le torpilleur Lupo est base en Sicile, puis, en janvier 1940, il est transféré en mer Égée.

### Seconde Guerre mondiale
Lors de l'entrée de l'Italie dans la Seconde Guerre mondiale, le navire est chef d'escadron des torpilleurs du VIIIe escadron basée à Rhodes, qu'il forme avec ses navires-jumeaux (sister ships) Lince, Libra et Lira. Il est d'abord employé pour escorter des navires marchands dans le Dodécanèse. 
A l'automne 1940, à la suite de l'attaque italienne sur la Grèce, le Lupo commence à être utilisé pour des missions contre la nation hellénique.
En décembre 1940, le capitaine de frégate (capitano di fregata) Francesco Mimbelli prend le commandement de l'unité.
Le 30 janvier 1941, le Lupo, parti de Rhodes et engagé avec son navire-jumeau Lince dans une patrouille anti-sous-marine dans le canal de Kassos, repère à la position géographique de 35° 31′ N, 25° 34′ E le convoi britannique "AN 14" qui se rend d'Alexandrie au Pirée escorté par un croiseur auxiliaire et trois destroyers,,. Après avoir confié au Lince le soin d'effectuer une action de diversion afin de distraire les navires anglais, le Lupo réussit à échapper à la vigilance de l'escorte et à toucher avec deux torpilles le pétrolier Desmoulea (8 120 tonneaux de jauge brute (TJB), chargé d'essence et de kérosène), qui est sérieusement endommagé (il doit être remorqué d'abord à Souda, où il arrive le 1er février, puis, après des réparations temporaires, transféré le 6 mai à Suez),,,,. Le Lupo et le Lince s'éloignent ensuite sains et saufs malgré les violents tirs d'artillerie des navires ennemis.
Le 25 février, le torpilleur charge 240 troupes à Rhodes avec le Lince et les anciens destroyers Crispi et Sella afin de reprendre avec ces troupes l'îlot de Castelrosso, occupé par un coup d'état des forces britanniques. Dans la nuit du 25 au 26, le destroyer britannique HMS Hereward (H93) aperçoit les deux torpilleurs mais, afin de rejoindre le destroyer HMS Decoy (H75) avant d'attaquer, il perd le contact avec la formation italienne, qu'il est alors incapable de retrouver. Peu après minuit le 25, le Lupo s'amarre dans le port de Castelrosso et commence les opérations de débarquement des troupes, qui doivent cependant être rapidement interrompues en raison de la dégradation rapide des conditions météorologiques et de l'état de la mer. Le 27 février, le Lupo et le Lince, ainsi que deux vedettes-torpilleurs MAS (Motoscafo armato silurante), reviennent à Castelrosso, suivis plus tard également par le Crispi et le Sella, et cette fois ils parviennent à débarquer les troupes, bombardant également les positions britanniques avec leur artillerie de 100 mm, faisant 3 morts et 7 blessés. Le 28 février, Castelrosso est de nouveau aux mains des Italiens.

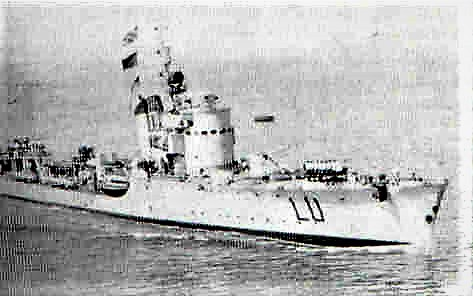
La Lupo au retour de l'action de la Crète. Il est possible de remarquer sur la proue certains des trous produits par les obus des navires britanniques.

C'est toutefois la célèbre action dont le navire a été le protagoniste lors de la bataille de Crète qui le rend célèbre. Le 19 mai 1941, en effet, un convoi de 21 caïques quitte le Pirée avec 2 331 militaires allemands à bord, qui, escorté par le torpilleur Sirio, aurait dû rejoindre la Crète pour prendre part aux combats en cours pour l'occupation de l'île. Cependant, le Sirio et 7 des caïques doivent rentrer au port en raison de défaillances, et le torpilleur Curtatone, envoyé pour remplacer le Sirio, coule sur des mines dans le golfe d'Athènes, avant de pouvoir rejoindre le convoi. Il est alors décidé d'affecter à l'escorte du convoi le Lupo, qui, parti de Milos, entre en contact avec les caïques aux premières heures du 21 mai,. Le commandant Mimbelli, étant donné qu'aucun des autres navires n'était équipé d'un appareil radio, doit donner des ordres au moyen de drapeaux et d'un mégaphone, et commence donc à naviguer vers la Crète, à une cinquantaine de milles nautiques (92 km) de leur position. Cependant, le Lupo commence à recevoir des ordres contradictoires du commandement. A 7h15, le torpilleur reçoit l'ordre d'attendre de nouveaux ordres, à 8h15 de retourner immédiatement à Milos avec le convoi, à 11h de se diriger vers la Crète à pleine vitesse - si nécessaire en laissant derrière lui les caïques plus lents - afin d'effectuer un débarquement le lendemain matin. Cette série d'ordres a pour origine les observations et les changements de cap répétés d'une formation britannique, la Force D, repérée dans la zone: les croiseurs légers HMS Dido (37), HMS Ajax (22) et HMS Orion (85) et les destroyers HMS Hasty (H24), HMS Hereward (H93), HMS Janus (F53) et HMS Kimberley (F50). À 22h33 le 21 mai, une vigie du Lupo (qui navigue à environ cinq milles nautiques (9 km) au nord/nord-est du cap Spada) signale la silhouette d'un destroyer à tribord, à une distance comprise entre 1 200 et 1 500 mètres: il s'agit du HMS Janus, qui, après avoir aperçu le convoi, fait demi-tour vers les autres navires britanniques, évitant ainsi les deux torpilles que le torpilleur italien a lancées une minute après l'observation, avec ses tubes brandis à tribord. À 22h35 apparaît également un croiseur - c'est le HMS Dido - qui ouvre immédiatement le feu, bientôt imité par les autres unités. En réponse, le Lupo lance les deux torpilles restantes à environ 700 mètres, mais le lancement échoue à cause de la vitesse surestimée (28 nœuds (51 km/h) au lieu de 20 (37 km/h)) du navire ennemi (même si l'équipage italien a l'impression d'avoir touché la cible),. Alors que l'unité italienne, qui a prévu de couvrir les caïques avec des écrans de fumée - une manœuvre rendue inutile par l'utilisation du radar par les Britanniques - accoste à bâbord en ouvrant le feu avec des canons et des mitrailleuses, les tirs britanniques deviennent plus efficaces et le Lupo est touché par 18 obus de petit et moyen calibre et aussi par des tirs de mitrailleuses; le sous-chef (sottocapo) steward Orazio Indelicato et le canonnier P. M. Niccolò Moccole sont tués et 26 autres hommes sont blessés, certains gravement, mais le torpilleur n'est pas endommagé de manière significative, aussi parce que sur les 18 tirs reçus seulement trois explose, tandis que les autres tirs sont défectueux. Après avoir échappé pour quelques mètres à la collision avec un deuxième croiseur britannique, qui passait à quelques mètres derrière lui, le Lupo réussit à s'éloigner et à éviter la destruction grâce à l'obscurité et aussi à la confusion parmi la formation ennemie. En fait, le HMS Dido touche accidentellement le HMS Orion avec quelques obus de 40 mm, causant de modestes dommages au pont de commandement et quelques pertes (deux morts et neuf blessés. Le Orion subit également d'autres dommages, également assez insignifiants, après l'éclatement des deux torpilles lancées par le Lupo contre le HMS Dido). Après s'être reconstitué, le groupe britannique poursuit et coule dix caïques, tuant environ 800 hommes, tandis que les quatre survivants, grâce également à la diversion représentée par la contre-attaque du torpilleur, peuvent s'échapper et rentrer au port,. La bataille se termine à quatre heures du matin le 22. Au cours du combat, le HMS  Dido a consommé 70 % de ses munitions, le HMS Orion 62 % et le HMS Ajax 58 %. Le Lupo, qui revient ensuite sur les lieux, assure le sauvetage des survivants des caïques. À la suite de l'action audacieuse en Crète, le commandant Mimbelli reçoit la médaille d'or de la valeur militaire, tandis que la médaille d'argent de la valeur militaire est attribuée au drapeau du Lupo.

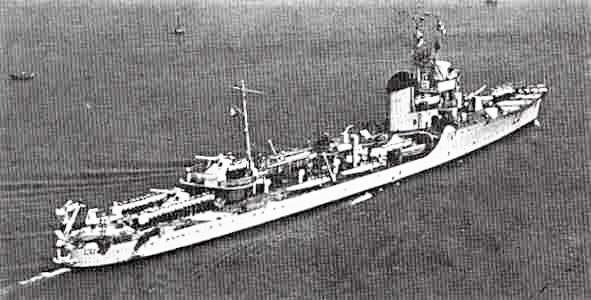
Une autre image du Lupo immédiatement après la bataille dans les eaux crétoises.

Au cours de 1941, le torpilleur est modifié avec l'élimination des mitrailleuses inefficaces de 13,2 mm et leur remplacement par huit canons de 20/65 mm,.
Dans l'après-midi du 19 octobre 1941, le Lupo appareille du Pirée et escorte, avec les torpilleurs Altair et Monzambano et le croiseur auxiliaire Barletta, un convoi de quatre navires marchands (Città di Agrigento, Città di Marsala, Salzburg, Tagliamento) à destination de Candia. Dans la soirée du même jour, à 19h30, le Altair heurte dans le golfe Saronique une mine posée onze jours auparavant par le sous-marin britannique HMS Rorqual (N74) et perd sa proue, s'immobilisant avec des incendies à bord,. Pendant que le reste du convoi continue, le Lupo se met à côté de l'unité endommagée et transfère l'équipage (124 hommes sont sauvés sur un total de 139 qui se trouvent à bord du torpilleur), puis, à neuf heures du soir, après une brève chasse anti-sous-marine au cas où l'unité sous-marine se trouverait à proximité, il prend en remorque le Altair, à bord duquel entre-temps l'incendie a été contenu. Cependant, il n'y a rien à faire et à 2h47 du matin du 20 octobre, le Lupo doit couper les câbles de remorquage et le Altair coule à la position géographique de 34° 45′ N, 23° 52′ E (Golfe d'Athènes),. Un autre torpilleur, le Aldebaran, qui a quitté le Pirée pour secourir le Altair, coule également le même jour sur le même champ de mines,.
Le 23 novembre 1941, à deux heures de l'après-midi, le Lupo, toujours sous le commandement du capitaine de frégate Mimbelli, quitte Athènes avec son navire-jumeau Cassiopea pour escorter jusqu'à Benghazi, en passant par le chenal entre Cerigo et Cerigotto, dans un moment très difficile de la guerre des convois, les vapeurs allemands Maritza et Procida chargés de provisions,, surtout du carburant pour la Luftwaffe. Informé par les messages déchiffrés par Ultra, le commandement britannique fait en sorte que la Force K, composée des croiseurs légers HMS Aurora (12) et HMS Penelope (97) et des destroyers HMS Lance (G87) et HMS Lively (G40), quitte Malte pour attaquer le convoi. La formation britannique est repérée aux premières heures du 24 novembre par le sous-marin Settembrini, qui la signale à Supermarina qui, à son tour, envoie une communication à tous les navires en mer; mais ce message n'est pas reçu à bord du Lupo (qui est le leader du convoi), car sa station radio est réglée uniquement sur les fréquences du commandement d'Athènes, au lieu de Supermarina. À son tour, même le Supermarina ne savait pas que le Lupo n'avait pas reçu le message, car, en vertu des ordres de silence radio, les navires ne pouvaient pas confirmer la réception des communications. À 10h24 le 24 novembre, un avion de reconnaissance britannique repère le convoi et, à 15h47, les navires de la Force K attaquent les navires italiens et allemands. Le commandant Mimbelli décide d'amener sa propre unité à la contre-attaque pour aider les autres navires à se désengager. Après avoir ordonné aux deux vapeurs de s'éloigner et au Cassiopea de couvrir leur retraite avec des rideaux de brouillard, il se dirige vers les navires britanniques en ouvrant le feu à 16h03 à partir d'une distance de 14 000 mètres. Quelques obus de 100 mm du Lupo frappent les superstructures et les œuvres mortes du HMS Penelope, causant des dommages mineurs, mais bientôt le torpilleur est touché à son tour et doit se replier vers le nord, tandis que les navires britanniques, s'approchant des navires marchands, les prennent à leur propre compte. En dix minutes le Maritza est soufflé sans laisser de survivants et immédiatement après aussi le Procida est coulé avec tout son équipage. Le Lupo tente une nouvelle contre-attaque, mais il doit abandonner à nouveau à cause de la disparité des forces, se repliant avec le Cassiopea et s'éloignant aidé par la pluie.
Le 17 janvier 1942, le torpilleur quitte le Pirée pour escorter vers Souda, en même temps que le Cassiopea, le croiseur auxiliaire Barletta et l'unité d'escorte allemande Drache, les vapeurs Città di Savona, Città di Alessandria et Livorno (ce dernier allemand). Le lendemain, le sous-marin HMS Porpoise (N14) attaque le convoi à la position géographique de 35° 32′ N, 24° 21′ E, sans toutefois causer de dommages (à ne pas confondre avec le Livorno du convoi en question, le navire marchand italien Città di Livorno, qui le même jour saute sur des mines posées par le même Porpoise au large de la Crète).
En mars 1942, le commandant Mimbelli, destiné à commander la IVe Flottille de MAS opérant en mer Noire, quitte le commandement du torpilleur.
À partir du milieu de l'année 1942, le Lupo commence à opérer non seulement sur les routes de la mer Égée, mais aussi sur celles menant à la Libye.
Le 2 septembre 1942, à huit heures, le Lupo appareille du Pirée pour escorter vers Tobrouk, avec ses navires-jumeaux Polluce, Castore et Calliope, un convoi composé des vapeurs Padenna, Sportivo et Bianchi. Vers quatre heures de l'après-midi du 3 septembre, les navires, sur indication des avions italiens, se dirigent vers le point où un avion de reconnaissance ennemi s'est écrasé - abattu par l'escorte aérienne du convoi - et le Lupo assure la récupération des survivants. À 18h45 du même jour, le convoi subit une première attaque de bombardiers Consolidated B-24 Liberator. La réaction de l'escorte disperse la formation attaquante, l'obligeant à battre en retraite. Vers minuit, une nouvelle attaque aérienne commence: le Bianchi est touché et explose, coulant en quelques secondes, tandis que les autres unités sont divisées. Le Lupo et le Castore s'éloignent avec le Sportivo, le Polluce et le Calliope continuent dans une autre direction avec le Padenna. Dans les attaques aériennes et sous-marines suivantes, pendant la nuit, sont perdus le Polluce, incendié par une bombe d'avion puis coulé pendant le remorquage, et le Padenna, torpillé par le sous-marin britannique HMS Thrasher.
À 14h55 le 16 septembre, le Lupo appareille de Souda pour escorter vers Tobrouk, avec son navire-jumeau Sirio, les transports Dora (avec 192 tonnes de fournitures à bord), C. Fougier (chargé de 1 347 tonnes de munitions et autres fournitures) et Nerucci (chargé de 1 019 tonnes d'essence et 134 d'autres matériaux). Le convoi arrive à 10h15 le 18, après avoir échappé à une attaque du sous-marin HMS Taku (N38) visant le Dora (le sous-marin britannique lance sans succès une torpille contre le navire marchand alors qu'il se trouvait à la position géographique de 32° 29′ N, 23° 34′ E),.
Le 24 septembre 1942, le torpilleur, commandé par le capitaine de corvette (capitano di corvetta) Zanchi, quitte le Pirée pour escorter vers Tobrouk, en compagnie du destroyer da Recco et des torpilleurs Sirio et Castore, les vapeurs Menes (allemand) et Anna Maria Gualdi (italien), qui seront rejoints plus tard par le pétrolier Proserpina et les torpilleurs Libra et Lira. Le convoi atteint sa destination sans encombre après avoir repoussé une attaque aérienne.
Le 30 novembre 1942, à onze heures du soir, le Lupo, commandé par le capitaine de corvette Giuseppe Folli, quitte Naples pour escorter vers Tripoli, avec les torpilleurs Ardito, Aretusa et Sagittario, le convoi "C", formé par les vapeurs Chisone, Veloce et Devoli. Vers huit heures du soir du 2 décembre, le convoi est attaqué par quatre bombardiers-torpilleurs Fairey Albacore des 821e et 828e escadron (821° et 828° Squadron) de Malte: le vapeur Veloce réussit avec ses mitrailleuses à abattre un appareil, mais à 20h15 il est touché par une torpille qui l'enflamme, l'immobilisant. Le Lupo reste sur les lieux (à une vingtaine de milles nautiques (37 km) au sud de la bouée n° 4 de l'archipel de Kerkennah) pour porter assistance, tandis que le reste du convoi poursuit sa route vers sa destination. Entre 23h30 et minuit arrive la Force K reconstituée, maintenant composée par les destroyers HMS Jervis (F00), HMS Nubian (F36), HMS Kelvin (F37) et HMS Javelin (F61). Le Lupo, engagé dans le sauvetage des survivants du Veloce, n'a même pas le temps et le moyen de réagir: touché par le feu des unités britanniques il coule en quelques minutes dans le Golfe de Gabes, et en peu de temps le même sort arrive au vapeur, dont l'épave abandonnée est achevée par des coups de canon et coule à 23h45,,,.
De l'équipage du Lupo, seuls 29 hommes peuvent être sauvés par le torpilleur Ardente, tandis que le commandant Folli et 134 autres officiers, sous-officiers et marins disparaissent en mer.
L'épave du navire, dépourvue de la proue et de la poupe, est retrouvée en décembre 2011, à une profondeur d'environ 130 mètres,,.

### Commandement
- Capitaine de corvette (Capitano di corvetta) Gennaro Cioppa (né le 8 août 1904) (10 juin - décembre 1940)
- Capitaine de frégate (Capitano di fregata) Francesco Mimbelli (né à Livourne le 16 avril 1903) (décembre 1940 - mars 1942)
- Capitaine de corvette (Capitano di corvetta) Giuseppe Folli (né à Bologne le 4 avril 1909) (mars - 3 décembre 1942)

## Sources
- (it) Cet article est partiellement ou en totalité issu de l’article de Wikipédia en italien intitulé « Lupo (torpediniera) » (voir la liste des auteurs).